# 13168 Danoconnell
13168 Danoconnell este un asteroid din centura principală de asteroizi.

## Descriere
13168 Danoconnell este un asteroid din centura principală de asteroizi. A fost descoperit pe 6 decembrie 1995 la observatorul AMOS din Haleakala. Asteroidul prezintă o orbită caracterizată de o semiaxă mare de 2,63 ua, o excentricitate de 0,10 și o înclinație de 15,8° în raport cu ecliptica.